# 江口定条
江口 定條（えぐち さだえ、元治2年4月1日（1865年4月25日） - 昭和21年（1946年）3月14日）は、日本の実業家、政治家。

## 経歴
土佐国土佐郡高知城下本町（現・高知県高知市本町）出身。1887年東京高等商業学校（現・一橋大学）卒、同校教諭に就任。その後、三菱合資会社入社。同社専務理事、監事等を経て1920年同社総理事。1925年社団法人如水会初代理事長。1931年6月、経営状態が悪化していた南満州鉄道（満鉄）の副総裁に就任し経営の実務に当たるが、就任直後に満州事変が発生。満鉄総裁の内田康哉が急進的な事変拡大派に転向し、満鉄が関東軍に協力する中で江口は事変拡大に反対し軍部に批判的な立場であり続けた。民政党系の人物であったことから、1932年4月に政友会の犬養内閣により突然罷免される。これは満鉄の正副総裁が罷免された唯一の例である。内田康哉満鉄総裁はこの罷免に抗議し辞表を提出するが、最終的には辞任を取り下げて総裁に留まった。同年6月17日、勅選の貴族院議員となり、死去するまで在任した。
第二次世界大戦中の1945年、母校東京産業大学（現一橋大学）学部の建物に軍需省の部局が入居してきた際には、キャンパスが軍に占拠されることを恐れた学生の意を受け、ひょうたん池付近の学生集会所を「如水寮」と名付け、学生がキャンパス内に留まることができるようにした。同施設では本間要一郎（横浜国立大学名誉教授）や蓼沼謙一（第8代一橋大学学長）ら学生のほか、大学附属東亜経済研究所所員の小島清や小山路男も生活した。

## 親族
父は土佐士族江口千條で、江口昌條陸軍少将は弟。法制局長官を務めた次田大三郎や、満州医科大学教授を務めた平山達、キリンビール社長を務めた時國益夫、テニス選手の鳥羽貞三は娘婿。孫にコントラバス奏者の江口朝彦など。

## 別邸
東京都国分寺市にある都指定名勝の殿ヶ谷戸庭園は、江口の別邸として建てられた。